# Hanna Bieniuszewicz
Hanna Bieniuszewicz (ur. 9 września 1955 we Włocławku) – polska aktorka.

## Życiorys
W 1978 ukończyła studia na Wydziale Aktorskim PWST w Warszawie. Była związana z Teatrem Współczesnym im. Wiercińskiego we Wrocławiu (1978-1980) i Teatrem Rozmaitości w Warszawie (1980–1982). W połowie lat 80. wyjechała do Kanady, gdzie mieszkała przez 17 lat. Poza aktorstwem zajmuje się również reżyserią obsady i kierownictwem produkcji. Najbardziej znana z roli Ewy Majewskiej w serialu Alternatywy 4 (1983) w reżyserii Stanisława Barei.

## Filmografia
- 1976: Barwy ochronne – studentka, uczestniczka obozu
- 1979: W słońcu i w deszczu – Julia Turek
- 1983: Seksmisja – strażniczka w „Archeo”
- 1983: Alternatywy 4 – Ewa, córka Majewskich
- 1983: Dzień kolibra – ciotka Sławka
- 1984: Misja Ninji – Nadia
- 1986: Zmiennicy – nauczycielka w Puszczy Kampinoskiej (odc. 5)
- 2003–2007: Na Wspólnej – Mirosława Mierzejewska
- 2005: Sąsiedzi – hostessa w salonie mody (odc. 85)
- 2005: Pensjonat pod Różą – Krystyna Więch, matka Karoliny (odc. 86 i 87)
- 2006: Kryminalni – żona Bilskiego (odc. 57)
- 2007: Dylematu 5 – Ewa Majewska
- 2007: Ryś – Pacefał
- 2007: Na dobre i na złe – matka Marzeny (odc. 308)
- 2007: Faceci do wzięcia – Danuta, ciotka Moniki (odc. 52)
- 2007–2008: Daleko od noszy – Maryśka, siostra Karinki (odc. 123); siostra Odorata (odc. 139)
- 2008: M jak miłość – Ala, koleżanka Marii (odc. 640 i 641)
- 2008–2013: Barwy szczęścia – Domańska, szefowa w redakcji TV
- 2009: Klan – Krystyna Piątkowska
- 2010: Samo życie – agentka nieruchomości
- 2011: Układ warszawski – tenisistka (odc. 5)
- 2011: Wiadomości z drugiej ręki – Brygida Plater, prezes fundacji (odc. 14)
- 2012: Julia – klientka biura podróży (odc. 136)
- 2012: Kanadyjskie sukienki – ciocia Gienia Chesterowa
- 2013: Przyjaciółki – sekretarka Karskiego (odc. 20)
- 2014: Lekarze – matka Dominika Chmaja (odc. 40)
- 2014: Prawo Agaty – Katarzyna, żona Fostera (odc. 59)
- 2015: No offence – Magda, matka Dinah (odc.1-3)
- 2017: Wmiksowani.pl – Zofia, matka Żanety (odc. 1, 3 i 5)
- 2019: Ślad – Katarzyna Wass

Źródło: Filmpolski.pl.